# Xenopepla flavinigra
Xenopepla flavinigra är en fjärilsart som beskrevs av W. Warren 1907. Xenopepla flavinigra ingår i släktet Xenopepla och familjen mätare. Inga underarter finns listade i Catalogue of Life.